# Scelotrichia laitimtik
Scelotrichia laitimtik is een schietmot uit de familie Hydroptilidae. De soort komt voor in het Australaziatisch gebied.